# Georgia Lind
Georgia Lind (20 de noviembre de 1905 - 10 de diciembre de 1984) fue una actriz teatral y cinematográfica alemana.

## Biografía
Nacida en Chemnitz, Alemania, su nombre verdadero era Liddy Brunhilde Uhlig. Lind llegó a Berlín en la década de 1920, y como joven actriz ya en 1928 se había puesto varias veces ante las cámaras. En Ja, ja, die Frau'n sind meine schwache Seite trabajó junto a Hans Albers, y en Wie werde ich reich und glücklich? con Hugo Schrader. 
Desde mediados de los años 1930 se centró en el trabajo teatral, y tras el final de la Segunda Guerra Mundial se ocupó principalmente como actriz radiofónica. En el programa de la emisora RIAS (Rundfunk im amerikanischen Sektor) Es geschah in Berlin, ella interpretó a lo largo de 15 años a la secretaria „Fräulein Müller“. Una de sus últimas actuaciones para el cine fue un pequeño papel en la película de Robert A. Stemmle Berliner Ballade (1948). 
Georgia Lind falleció en Berlín, Alemania, en 1984, una semana antes que su esposo, el actor Rudolf Platte, con el que se había casado en dos ocasiones, una breve en 1942, y la segunda en 1954. Ambos fueron enterrados en el Cementerio Wilmersdorf de Berlín. Los bienes de la pareja fueron legados a Aldeas Infantiles SOS. 

## Filmografía
| - 1923: Quarantäne - 1928: Ein Tag Film (corto) - 1929: Ja, ja, die Frauen sind meine schwache Seite - 1929: Geschminkte Jugend - 1929: Die Halbwüchsigen - 1929: Links der Isar - rechts der Spree - 1929: Besondere Kennzeichen - 1930: Lumpenball - 1930: Das Recht auf Liebe - 1930: Wie werde ich reich und glücklich? - 1930: Delikatessen - 1930: Der Liebesmarkt - 1932: Wie sag ich's meinem Mann? | - 1932: Die erste Instruktionsstunde (corto) - 1932: Chauffeur Antoinette - 1933: Eine Frau wie Du - 1933: Höllentempo - 1933: Die kalte Mamsell - 1934: Die beiden Seehunde - 1936: Skeppsbrutne Max - 1936: Einmal unten - einmal oben - 1937: Wer hat Angst vor Marmaduke? (corto) - 1938: Der Mann, der nicht nein sagen kann - 1948: Berliner Ballade - 1958: Ihr 106. Geburtstag |